# Cục An toàn lao động (Việt Nam)
Cục An toàn lao động (tiếng Anh: Department of Work Safety, viết tắt là DWS) là đơn vị thuộc Bộ Lao động – Thương binh và Xã hội, có trách nhiệm giúp Bộ trưởng thực hiện chức năng quản lý nhà nước về lĩnh vực an toàn, vệ sinh lao động trong phạm vi cả nước theo quy định của pháp luật.
Cục An toàn lao động, tiền thân là Vụ Bảo hộ lao động được thành lập vào ngày 10/9/2003.
Chức năng, nhiệm vụ, quyền hạn và cơ cấu tổ chức của Cục An toàn lao động được quy định tại Quyết định số 396/QĐ-LĐTBXH ngày 3 tháng 4 năm 2024 của Bộ trưởng Bộ Lao động – Thương binh và Xã hội.

## Nhiệm vụ và quyền hạn
(Trích một số mục quan trọng của Điều 2, Quyết định số 396/QĐ-LĐTBXH ngày 3 tháng 4 năm 2024 của Bộ trưởng Bộ Lao động – Thương binh và Xã hội)
1. Nghiên cứu, xây dựng trình Bộ các văn bản về an toàn, vệ sinh lao động; chế độ làm việc, thời giờ làm việc, thời giờ nghỉ ngơi; bảo hộ lao động.
3. Theo dõi, tổng hợp, cung cấp thông tin về an toàn, vệ sinh la động; thống kê về an toàn, vệ sinh lao động theo quy định của pháp luật thống kê; xây dựng, quản lý cơ sở dữ liệu về an toàn, vệ sinh lao động trong phạm vi cả nước.
4. Tổ chức cập nhật, thống kê, báo cáo về tai nạn lao động; tổ chức thực hiện việc thu thập, lưu trữ, tổng hợp, cung cấp, công bố, đánh giá về tình hình tai nạn lao động, sự cố kỹ thuật gây mất an toàn, vệ sinh lao động nghiêm trọng.
5. Tổ chức thực hiện công tác thông tin, tuyên truyền, giáo dục về an toàn, vệ sinh lao động; phòng ngừa sự cố kỹ thuật gây mất an toàn, vệ sinh lao động, tai nạn lao động, bệnh nghề nghiệp theo phân công của Bộ.
6. Hướng dẫn, tổ chức triển khai Tháng hành động về An toàn, vệ sinh lao động.
9. Giúp Bộ thực hiện nhiệm vụ của cơ quan thường trực Hội đồng quốc gia về an toàn, vệ sinh lao động; chủ trì, phối hợp các Bộ, cơ quan ngang Bộ, cơ quan thuộc Chính phủ, Ủy ban nhân dân cấp tỉnh thực hiện cơ chế phối hợp về an toàn, vệ sinh lao động.

## Lãnh đạo Cục[2]
- Cục trưởng: Hà Tất Thắng[3]
- Phó Cục trưởng:

1. Bùi Đức Nhưỡng
2. Chu Thị Hạnh
3. Nguyễn Khánh Long

## Cơ cấu tổ chức[4]
(Theo Khoản 2, Điều 3, Quyết định số 396/QĐ-LĐTBXH ngày 3 tháng 4 năm 2024 của Bộ trưởng Bộ Lao động – Thương binh và Xã hội)

### Các phòng chức năng, chuyên môn
- Văn phòng Cục
- Phòng Pháp chế - Thanh tra
- Phòng Chính sách bảo hộ lao động
- Phòng Quy chuẩn và kiểm định kỹ thuật an toàn lao động
- Phòng Huấn luyện và thông tin an toàn, vệ sinh lao động

### Đơn vị sự nghiệp
- Trung tâm Quốc gia về An toàn - Vệ sinh lao động[5]